# Margaret Mazzantini
Margaret Mazzantini (n. 27 octombrie 1961, Dublin, Irlanda) este o scriitoare italiană.
A câștigat Premiul Strega în 2002 pentru Non ti muovere.